# Convoy Race
Convoy Race is een rondrit in het Nederlandse Attractiepark Slagharen.

## Algemeen
Rond 1989 werd Convoy Race geopend en is gebouwd door Sartori. De attractie is overdekt en is bedoeld voor kinderen tot 1,20 meter. De karretjes zijn in de vorm van een auto, vrachtwagen, of draak die rondjes rijden over het traject. De wagentjes vormen samen een lange trein, oftewel een konvooi.
Afbeeldingen · Main Street